# Battaglia di Maclodio
La battaglia di Maclodio si svolse il 12 ottobre 1427 tra l'esercito visconteo guidato da Carlo II Malatesta e quello della lega anti-viscontea guidato dal Carmagnola.

## Antefatti
In seguito alle sconfitta di Sestri Levante, allo stallo in Romagna e alla sollevazione nella città di Brescia, Filippo Maria Visconti, duca di Milano, ormai in una situazione precaria, si vide costretto a cercare la mediazione pontificia per ottenere una pace. Ne risultò la Tregua di Venezia che venne firmata il 30 dicembre 1426 e costrinse il Visconti a cedere il vercellese ad Amedeo VIII di Savoia, le città di Imola e Forlì a papa Martino V e la città di Brescia alla Repubblica di Venezia. In cambio ottenne i territori occupati dai fiorentini in Liguria. Il duca di Milano, tuttavia, voleva sospendere solo temporaneamente le ostilità per guadagnare tempo, non avendo alcuna intenzione di rinunciare ad una città di importanza strategica come Brescia.
Nella primavera del 1427 l'esercito visconteo tornò ad assediare Brescia ma i veneziani riuscirono a distrarlo dall'assedio puntando sia con l'esercito di terra alla guida del Carmagnola che con una flotta fluviale su Cremona. Dopo un primo ed incerto scontro a Gottolengo, il Carmagnola si accampò a tre miglia dalle mura della città. Filippo Maria Visconti, tanto astuto quanto misantropo, sorprese tutti uscendo dal Castello Sforzesco e mettendosi personalmente alla testa del proprio esercito. Anche se i milanesi riuscirono a salvare la città dai veneziani, la battaglia di Cremona non ebbe però né vincitori né vinti. Pochi giorni dopo, verso la metà di luglio, il Carmagnola si impadronì dell'importante porto fluviale di Casalmaggiore.
In settembre, dopo essersi spinto a sino al borgo di Sommo, nel pavese, il Carmagnola retrocedette oltre l'Oglio ed il Chiese, con lo scopo di assediare Montichiari, ancora in mano ai milanesi. Contemporaneamente Carlo II Malatesta, capitano generale dell'esercito visconteo, avanzò con le truppe varcando l'Oglio ed entrando nel bresciano. Si accampò con otto bombarde di fronte ad Urago, difesa da Leonardo ed Antonio Martinengo, e la pose sotto assedio.
L'8 ottobre Montichiari venne catturata dal Carmagnola, che, pressato dal Senato veneziano, si recò in soccorso di Urago assediata. Il 10 ottobre, dopo aver catturato Pompiano e Maclodio, si accampò presso questo secondo borgo.

## Battaglia
Il Carmagnola sostava presso Maclodio già da due giorni e stava per ripartire al fine di catturare Urago quando ebbe notizia che l'esercito visconteo guidato dal Malatesta si trovava nelle vicinanze. La strada che portava da Maclodio ad Urago, prima di passare per Pompiano, attraversava un terreno paludoso altrimenti impossibile da oltrepassare ed era fiancheggiata da profondi fossi. I due accampamenti si trovavano ad ovest e ad est della palude, a non più di quattro miglia l'uno dall'altro.
Il Bernardino Corio racconta che, pochi giorni prima della battaglia, un fante sforzesco, tale Nardo Torquato, aveva sfidato un fante veneziano a duello. Il Carmagnola ne accettò lo svolgimento, progettando di sfruttare la distrazione per assalire di sorpresa l'esercito visconteo. Il Malatesta infatti, poco avvezzo all'arte bellica e con una scarsa reputazione tra i suoi soldati e capitani di ventura, abboccò e si presentò nei pressi del luogo stabilito per il duello insieme a molti altri soldati pressoché disarmati malgrado gli avvertimenti di Francesco Sforza e Niccolò Piccinino. I due, non fidandosi della situazione, fecero armare le loro squadre e così fecero i veneti. Una volta avviato il duello, verso le quattro del pomeriggio, il Carmagnola caricò con le sue squadre di cavalleria l'accampamento nemico facendo molti prigionieri e catturando tutti i carriaggi. 
Il Malatesta ordinò quindi all'esercito di dividersi in due parti, facendo schierare l'una a nord di Maclodio verso Rovato, l'altra sulla strada che tagliava la palude. A questo punto il Carmagnola concentrò tutte le sue forze contro il centro dello schieramento avversario, separando i due tronconi. Lo Sforza e il Piccinino opposero una strenua resistenza, il primo rischiò ancora una volta di essere catturato dopo aver liberato con successo Angelo della Pergola mentre il secondo venne ferito. Il Malatesta fu invece catturato insieme ad Antonio della Pergola. I veneziani allora fecero compiere una doppia manovra avvolgente alla cavalleria che determinò le sorti della battaglia. L'esercito milanese fu costretto a ritirarsi e marciando allo scoperto su una strada elevata e circondata dalla palude, fu bersagliato ai fianchi da gruppi di arcieri e balestrieri nascosti nei boschi che sorgevano dove il terreno risultava più solido. Oltre la palude dovette ulteriormente fronteggiare un contingente di 2 000 uomini che sbarrava la strada.

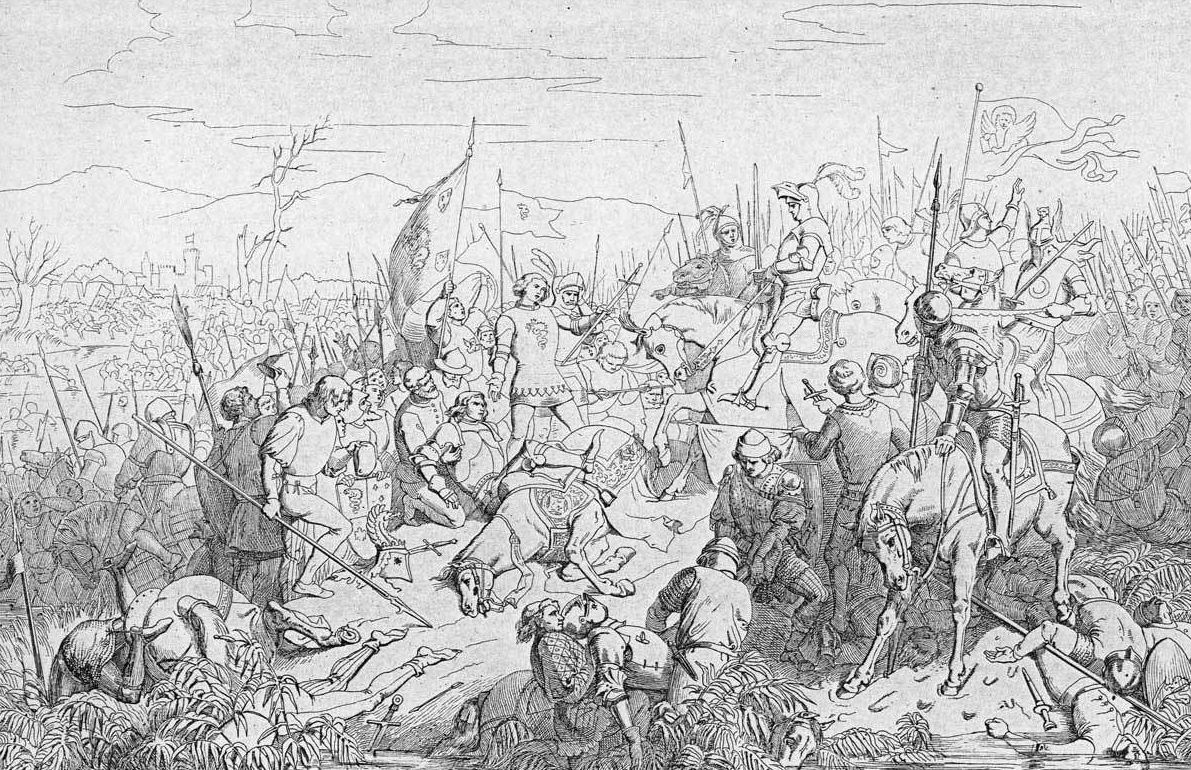
Giuseppe Gatteri, Battaglia di Maclodio, 1427.

## Conseguenze
Sebbene sul campo fossero stati schierati più di quarantamila uomini, i morti furono relativamente pochi, tuttavia i veneziani catturarono circa 10 000 soldati viscontei oltre a tutti i carriaggi. Gran parte di loro fu poi liberata dal Carmagnola com'era uso a quei tempi in Italia. L'esercito milanese in rotta si diresse dapprima a Pompiano, poi ad Orzinuovi, dove fu nuovamente sconfitto, infine oltre l'Oglio a Soncino.
Il Carmagnola fu nominato conte di Chiari e di Castenedolo. Il trattamento riservato ai prigionieri dopo questa battaglia fu comunque il primo di una lunga serie di sospetti da parte della Repubblica di Venezia verso il proprio capitano generale e fonte d'ispirazione per Il Conte di Carmagnola, opera di Alessandro Manzoni. Il Carmagnola verrà infine arrestato e decapitato proprio a Venezia il 5 maggio 1432. Il monumento alla vittoria di Maclodio, inizialmente approvato dal Consiglio dei Pregadi, non fu mai realizzato.
La battaglia di Maclodio rappresentò una delle più grande disfatte subite dal Ducato di Milano da parte della Repubblica di Venezia e pose temporaneamente fine alle mire di Filippo Maria Visconti su Brescia e sul territorio circostante. La guerra tra il Visconti e la lega anti-viscontea si concluse poi con la Pace di Ferrara del 18 aprile 1428, nella quale i milanesi riconfermarono il possesso del bresciano alla Repubblica di Venezia, al quale si aggiunse Bergamo e la sua provincia. Dì li a breve anche la Val Camonica fu conquistata dal Carmagnola nella campagna invernale del 1427-28. Vercelli fu definitivamente ceduta ad Amedeo VIII di Savoia di cui il Visconti sposò la figlia Maria senza ricevere alcuna dote. Il matrimonio, di natura squisitamente politica, fu infelice e la coppia non ebbe mai figli dal momento che Filippo Maria riservava le sue attenzioni all'amante Agnese del Maino.